# Monnaie de Paris

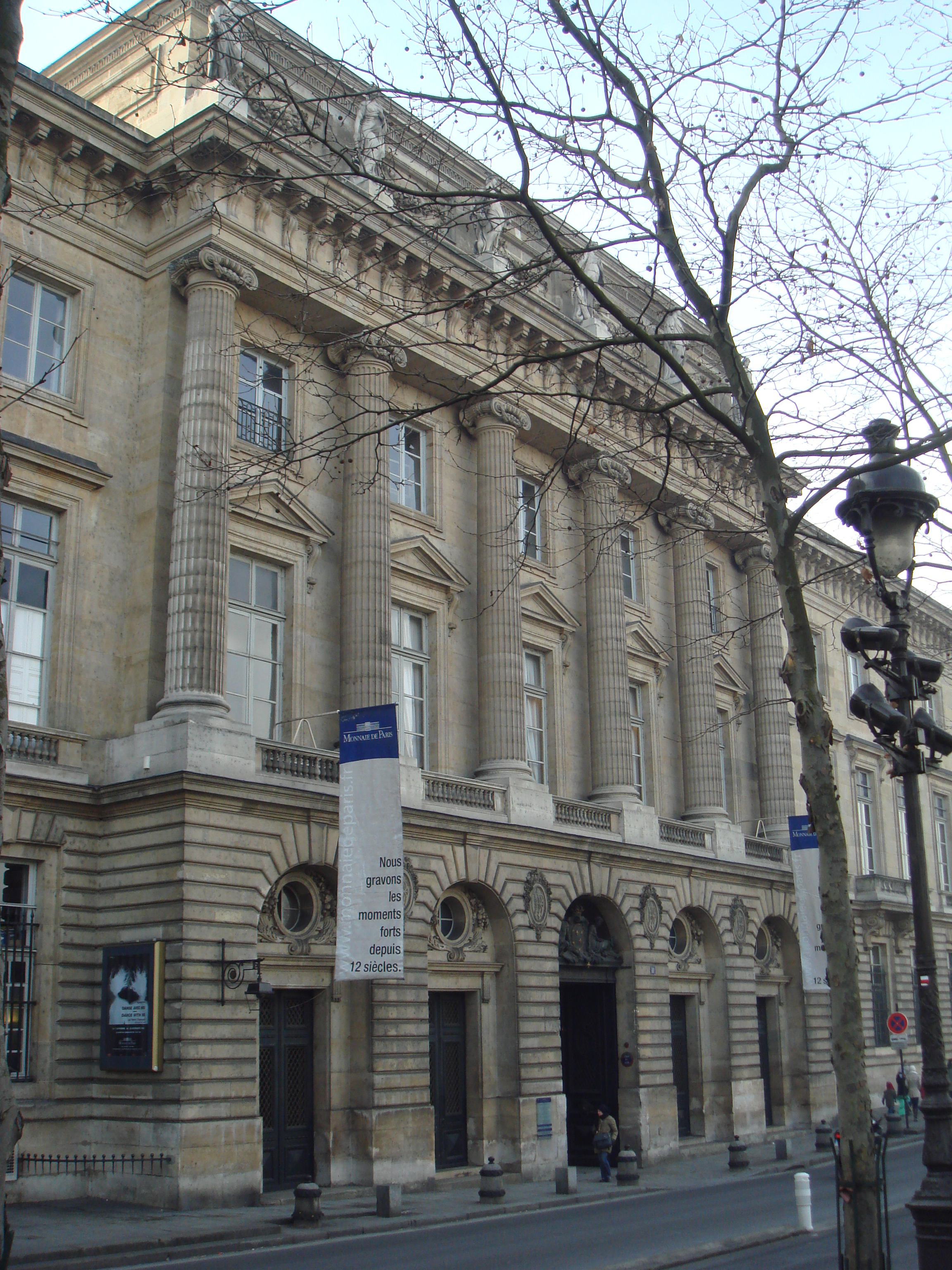
Intrarea în Hôtel de la Monnaie din Paris, situat pe quai de Conti, în arondismentul 6, care adăpostește atelierele Monnaie de Paris, buticul, Muzeul Monnaie de Paris, expoziții de artă contemporană și restaurantul Guy Savoy

La Monnaie de Paris este instituția monetară națională a Franței. Instituție publică având caracter industrial și comercial din 2007, ea își exercită îndeosebi misiunea de fabricare a monedei naționale franceze. Creată la 25 iunie 864, sub domnia lui Carol Pleșuvul prin Edictul de la Pîtres, monetăria pariziană este cea mai veche din instituțiile franceze și cea mai veche întreprindere din lume încă în activitate.
Până în 2007, Monnaie de Paris era denumirea « comercială » a Direction des Monnaies et Médailles care făcea parte din Ministerul  Economiei, Finanțelor și Industriei din Franța. Monnaie de Paris a primit autonomia și i s-a conferit personalitate juridică prin legea Nr. 1666, din 2006, a Finanțelor Publice pentru 2007.
La Monetăria din Paris lucrează, în prezent, 500 de persoane pe două situri : l'Hôtel de la Monnaie din Paris și instituția monetară din Pessac, în Gironde (respectiv 55 % și 45 % din efectiv).
Misiunile Monetăriei din Paris sunt fixate prin articolul L. 121-3 din Codul monetar și financiar. În contul statului, în situația de monopol, ea bate moneda metalică curentă.
La nivel european, situl de la Pessac a fost desemnat și să adăpostească, în afară de Centre national d'analyse des pièces (CNAP) (în română: „Centrul Național de Analiză a Pieselor”), CTSE (Centre technique et scientifique européen, în română: „Centrul Tehnic și Științific European”), care analizează și clasifică piesele (monedele) contrafăcute (falsificate) în euro din toată Europa. Acest centru acționează în cadrul Oficiului European de Luptă Antifraudă (în franceză: Office européen de lutte antifraude) și coordonator tehnic al statelor membre în materie de luptă contra monedei false. 

## Istoric
La Monnaie de Paris a fost creată în 864 prin Edictul de la Pîtres de către Carol cel Pleșuv, este cea mai veche instituție franceză și cea mai veche întreprindere din lume.
Din 1358 se conturează o structură care, în elementul său constitutiv, se va perpetua până în 1879: de o parte o administrație dotată cu o putere de jurisdicție și de reglementare în materie monetară, de altă parte ateliere plasate sub controlul statului. Darcet (1777-1844) și-a făcut aici cariera.
La Monnaie de Paris era legată de ministerul francez al Finanțelor începând cu legile din 22 și 23 vendémiaire an IV (septembrie 1796). Legile din 31 iulie și 20 noiembrie 1879 au decis ca fabricarea monedelor să fie efectuată, în mod exclusiv, de către însuși statul, sub numele „Administration des Monnaies et Médailles”.
Din 1848 până în iunie 1876, Anatole Hulot, adjunct al gravorului general Jacques-Jean Barre, a instalat atelierul de fabricare a primelor mărcilor poștale din Franța în hôtel des Monnaies.
În 1973, statul a construit la Pessac (Gironde) o nouă uzină pentru realizarea tuturor fazelor de fabricație a monedelor metalice destinate circulației și de colecție. Din 1998, în această uzină sunt fabricate cele opt monede metalice euro franceze.
La Monnaie de Paris a obținut triplul Certificat QSE.

## Conducerea instituției
Arhivele Monetăriei încep din 1225. Titlurile (în italice / cursive) și responsabilitățile persoanelor numite în fruntea instituției au evoluat de-a lungul anilor.
- 1225-1226 Marcellus
- 1270 Pierre Barbez
- 1296 Thomas Buchart
- 1296-1311 Régnier Le Flamant
- 1296-1315 Guillaume Le Flamant

Cussorum Moneta
- 1315-1326 Pierre de Mante
- 1329-1337 niciunul
- 1436-1437 Jacques Cœur
- 1426-1485 Pierre Fromont [dinastie]
- 1488-1490 Martin Vivat
- 1489-1512 Laurent Sureau
- 1541-1555 Bastien de Riberolles

Président de la Cour des Monnaies (în română: „Președinte al Curții Monedelor”) 
- 1555 Claude Bourgeois
- 1558 Jean Le Lieur
- 1571 François du Lion
- 1590 Claude Fauchet
- 1599 Guillaume Le Clerc
- 1610 Guillaume Lusson
- 1637 Jacques Poitevin
- 1642 André du Pajot
- 1662 Nicolas Cotignon
- 1664 Jacques Hosdier
- 1715 Louis Hosdier
- 1727 Étienne-Alexandre Choppin de Gouzangre
- 1772 René Choppin d’Arnouville
- 1781-1791 Étienne Jean Benoît Thevenin de Tanlay
- 1791 Jean Dupeyron de La Coste

Directeurs de fabrication de la Monnaie (în română: „Directori cu fabricarea ai Monetăriei”)
- An IV-An V  Alexandre Roettiers de Montaleau
- 1794 Augustin Dupré
- 1794 Jean-Jacques-Joseph Anfrye
- An V-1820 Charles de L’Espine
- 1821-1842 Jean-Pierre Collot
- 1843-1845 Alain Étienne Cambry
- 1845-1860 Charles Dierick
- 1861-1879 Alfred Renouard de Bussière

Directeur des monnaies et médailles (în română: „Director al monedelor și medaliilor”)
- 1871 Zéphirin Camélinat (director sub Comună)[necesită citare]
- 1875-1891 Jean-Louis Ruau
- 1891-1893 Georges de Liron d'Airolles
- 1893-1900 Alfred de Foville
- 1900-1907 François Arnauné[8]
- 1914-1915 Émile Jacquin
- 1915-1918 Louis Martin
- 1918-1925 Sylvestre Bouvier
- 1925-1927 Louis Formerie
- 1927-1934 Michel Dally
- 1934-1946 Étienne Moneclaey
- 1946-1952 Louis Vallon
- 1951-1952 Marcel Renaud
- 1952-1957 Yves Malecot
- 1957-1962 Robert Labonnelie
- 1962-1984 Pierre Dehaye
- 1984-1987 Jacques Campet
- 1987-1991 Patrice Cahart
- 1992-1995 Pierre Consigny
- 1995-1999 Emmanuel Constans
- 1999-2002 Françoise Saliou
- 2002-2007 Dov Michel Zerah

Président-Directeur général de la Monnaie în română: „Președinte-Director General al Monetăriei”)
- După aprilie 2007 Christophe Beaux[9]